# Juba I
Juba I (grec antic: Ἰόβας; llatí: Juba) va ser rei de Numídia. Era fill de Hiempsal II.
Pràcticament, durant la vida del seu pare no se'l menciona, encara que apareix en un discurs de Ciceró de l'any 63 aC. El 62 aC era a Roma, segurament com a delegat del seu pare per obtenir suport per la seva causa contra un númida anomenat Masinta (Masintha) i durant la seva estada va tenir un violent altercat amb Juli Cèsar que llavors era pretor.
A la mort de Hiempsal, cap a l'any 60 aC, Juba va ser proclamat rei, i va governar tant sobre Numídia com sobre diverses tribus de gètuls del interior. En esclatar la guerra civil entre Cèsar i Pompeu l'any 49 aC, Juba va prendre partit per Pompeu, tant per llaços d'amistat hereditaris com per la disputa que havia tingut amb Cèsar, i per l'hostilitat personal contra Curió, que era tribú de la plebs l'any 50 aC i havia proposat reconvertir el regne de Numídia en província romana.
Quan Curió va desembarcar a Àfrica amb només dues legions l'any 49 aC, el general pompeià Publi Atti Var va aconseguir el suport del rei, però quan Juba va arribar, Atti Var ja havia estat derrotat i estava assetjat a Útica. A l'arribada del rei, Curió es va retirar a una posició fortificada prop de la costa anomenada Castra Cornèlia. Juba va fer córrer el rumor que es retirava a l'interior i deixava una força a la vora d'Útica dirigida per Saburra i quan Curió va atacar a l'avantguarda númida prop del riu Bagrades, es va trobar rodejat per tot l'exèrcit númida i va ser aniquilat, i el mateix Curió va morir. Els que es van poder escapar es van rendir a Var a Útica, i quan Juba va arribar els va fer matar, tot i l'oposició del general romà. El senat va recompensar a Juba amb el títol de rei i diversos honors mentre Cèsar i els seus el declaraven enemic públic.
Va seguir en possessió del regne sense oposició fins a l'any 46 aC quan Cèsar va anar a Àfrica. Juba va avançar per donar suport a l'exèrcit pompeià manat per Quint Cecili Metel Pius Escipió i Cató d'Útica, però de camí va rebre notícies que el seu regne era envaït per Boccus II rei de Mauritània i el general Publi Sitti i que ja havien ocupat Cirta. Llavors va tornar enrere però va poder enviar trenta elefants a Escipió. De les seves operacions contra Sitti i Boccus no se'n coneix cap detall, però al cap de poc temps Escipió el va cridar urgentment i va deixar al seu general Saburra per continuar la guerra contra Sitti i se'n va anar a ajudar els pompeians a la zona d'Útica, amb tres legions, infanteria númida, 800 cavallers i 30 elefants i nombrosos auxiliars. Quan va arribar els romans el van derrotar en una batalla per un exèrcit inferior en nombre. Juba i Labiè, general pompeià, van aconseguir evitar caure en mans de l'enemic.
Juba es mostrà arrogant amb els generals romans pompeians, fins i tot amb Escipió. Els gètuls desertaven el seu camp en gran nombre atrets per Cèsar que era presentat per la propaganda com successor de Gai Mari, el nom del qual encara provocava adhesions entre els gètuls.
A la batalla final a Tapsos els elefants númides van ser posats en fuita i els númides ja no van oferir resistència. El campament dels númides va ser ocupat pels romans sense lluita. Juba va fugir del camp de batalla cap a la fortalesa de Zama Regia on hi havia les seves dones i els seus fills, i els seus tresors i magatzems militars, però els habitants ja coneixien la victòria de Cèsar i li van tancar les portes. També llavors va conèixer la derrota del seu lloctinent Saburra a mans de Publi Sitti i que Cató s'havia suïcidat a Útica, i ja desesperat es va suïcidar junt amb el general romà Marc Petrei que l'havia acompanyat en la fugida (46 aC). El seu regne va ser declarat província romana, excepte una part que va passar a Boccus II.